# Обуховка (Азовский район)
Обуховка — хутор в Азовском районе Ростовской области.
Входит в состав Елизаветинского сельского поселения, являясь его административным центром.

## География
Расположен в 7 км севернее районного центра — города Азов, на правом берегу гирла Каланча (рукав Дона), в окрестностях Ростова-на-Дону.

### Улицы
| - ул. Аханова - ул. Береговая - ул. Заводская - ул. Кольцевая | - ул. Ленина - ул. Сквозная - ул. Степная - ул. Школьная |

## История
В полевых журналах станицы Елизаветинской за 1838 год, в разделе «О слободах, поселениях, хуторах и мельницах в первом участке юрта» упоминается «Абуховка с правой стороны Каланчи ниже устья Казачьего ерика и Казачий Ерик по обеим сторонам…» этого же ерика. О них сказано, что они «присоединены к станице Елисаветинской». Хутор Абухова (Обухов) ранее 1838 года нигде более не встречен. Название хутора происходит от фамилии (прозвища) основателя — некоего Абухова (Обухова). Носители такой фамилии отмечены были исследователями в семи станицах Дона. Один из представителей этого казачьего рода, видимо, ещё в конце XVIII века устроил здесь рыбоспетный завод, а затем поселение, известное сегодня как «Обуховка».

### Свято-Преображенский храм

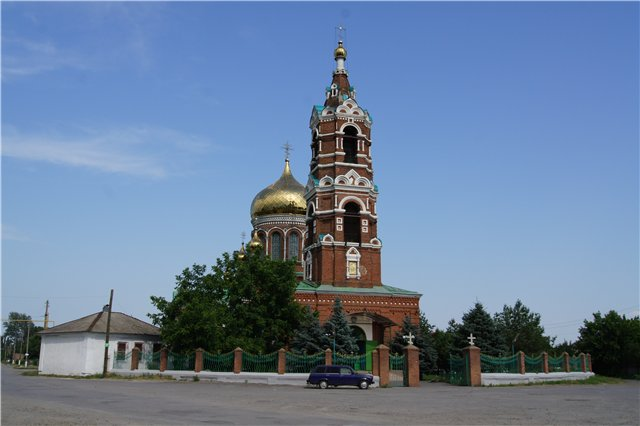
Преображенский храм, хутор Обуховка

В хуторе Обуховка находится Свято-Преображенский храм — один из самых старинных храмов донского края. В 1861 году жители хутора Обуховка стали ходатайствовать у начальства разрешение на постройку собственного храма в честь Преображения Господня. В этом же году по ходатайству наказного Атамана генерал-адъютанта Михаила Григорьева Хомутова Епархиальное начальство разрешило жителям хутора Обуховка приступить к постройке храма. Обуховка в те годы была невелика, и деньги на строительство собирали долго всем хутором. Здание храма построено, в 1864 году, в 1866-м его освятили, колокольню возвели позднее, в 1910-м. Закладкой храма, который строился пять лет, руководил наказной Атаман генерал-адъютант Михаил Хомутов.
В 1906 году было сделано общее описание храма:
Преображенская Церковь имеет крестообразную форму, трехпрестольная, основана на каменном фундаменте, стены кирпичные, а купол деревянный покрыт листовым железом, при церкви кирпичная колокольня, кресты вызолоченные. Дверей четыре: западная, южная, северная, и в пономарке с северной стороны. Внутри стены окрашены бирюзовой краской. Длина церкви от царских врат до западных дверей — 26 аршин, ширина от южной стены до северной — 34 аршина, высота от пола до купола — 24 аршин.

Свято-Преображенский храм один из немногих храмов, который за полтора века никогда не закрывался — ни в годы гонений на церковь, ни в годы войны, ни в разгул послевоенного атеизма.
Во время наводнения 24 марта 2013 года большая вода остановилась всего в нескольких метрах от старейшего храма. Служба в храме не прекращалась даже в день наводнения. Жители прибегали туда с вещами. Вода остановилась на самых ступеньках. Храм, которому 150 лет, не пострадал, не тронута ни одна икона.

### В годы Великой Отечественной войны
В 1942 году в боях под Ростовом фашистско-немецкое командование особое значение придавало захвату Азова, рассчитывая по Дону наладить снабжение своих войск. У хутора Обуховка неприятель высадил десант, чтобы захватить переправы через Дон. Дорогу гитлеровцам преградили краснофлотцы Отдельного Донского отряда. Завязался ожесточенный бой. Закрепившись в западной части Обуховки, моряки вызвали артиллерийский огонь по скоплению врага со своего бронепоезда «За Родину!», с помощью которого и береговой артиллерии Азова наступление было сорвано. Вскоре около Обуховки высадился десант морской пехоты под командованием Ц. Куникова. Краснофлотцы окружили немецких десантников, обрушили на них огонь и разгромили.

## Население
| 1989 | 2002 | 2010  |
| ---- | ---- | ----- |
| 964  | ↗971 | ↗1081 |

## Экономика
На хуторе имеются:

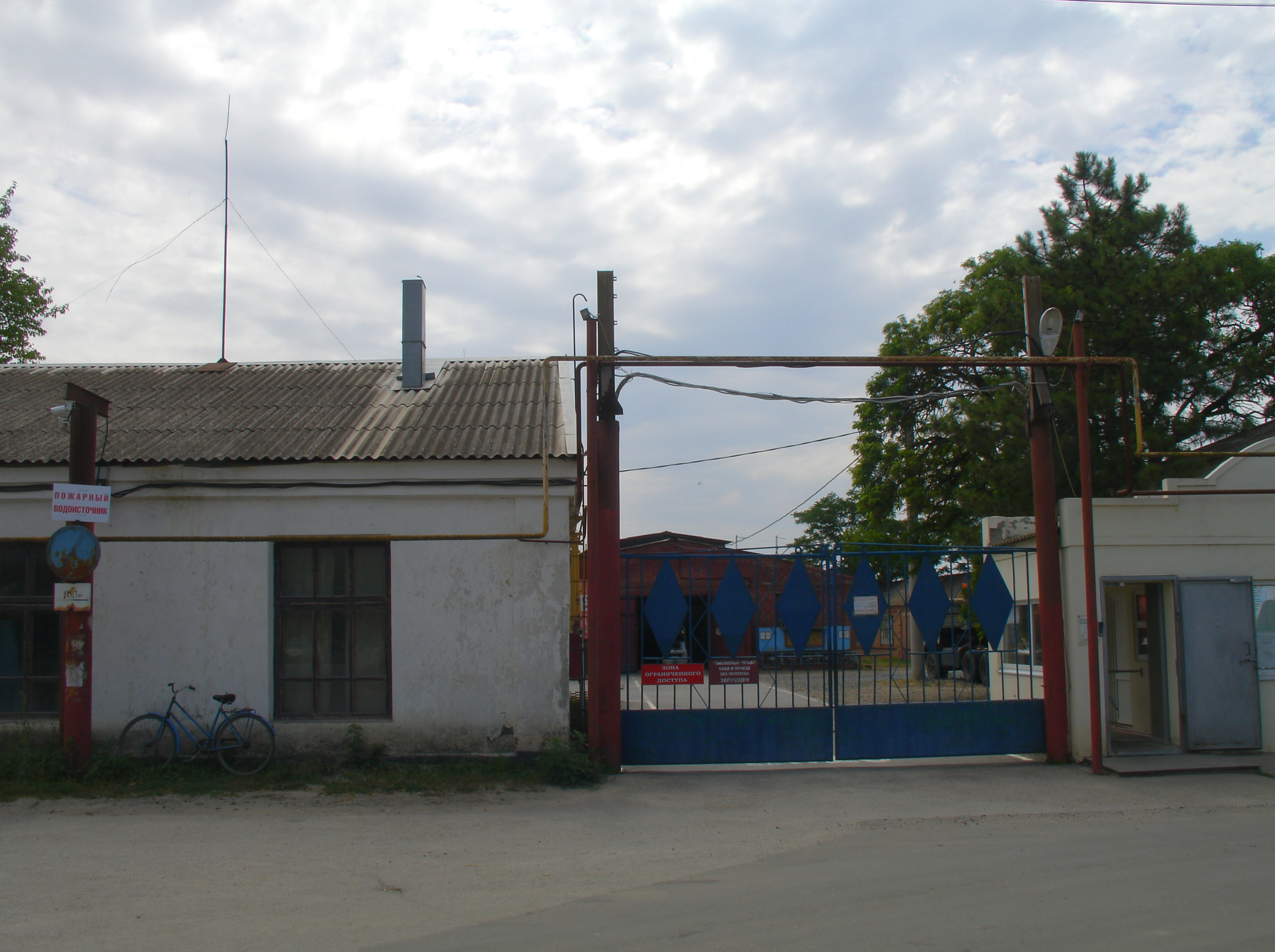
Судостроительный завод

- Судостроительно-судоремонтный завод «Обуховский»
- Обуховский грузовой терминал

Севернее хутора Обуховка имеется крупное нефтегазовое месторождение, основная часть которого лежит в соседнем Мясниковском районе. Месторождение оценивается как перспективное, однако для его разработки требуется привлечение значительных средств.

### Транспорт
Поддерживается пассажирское сообщение с Ростовом-на-Дону и Азовом посредством маршрутных такси и автобусов.

## Образование
- МОУ Обуховская средняя общеобразовательная школа. В результате наводнения 24 марта 2013 года, школу полностью затопило — мебель, учебники — все ушло под воду. Высота воды достигала двух метров. Из школы вывезли 12 тонн ила.

## Культура и искусство

### Хор
Обуховский народный казачий хор — старейший на Дону, был образован в 1936 году при участии известного фольклориста Листопадова А. М. Казак станицы Елизаветинской Виталий Андреевич Аксентьев образовал струнный оркестр, в состав которого влился мужской хор Свято-Преображенского храма под управлением Акима Лукича Шишкина.
В 1948 году по приглашению правительства выступал в Кремле.
В 1954 году хор вновь едет в Москву. Выступает на самых знаменитых сценах столицы и в ДК крупных заводов.
В 1963 году хору присвоено звание «народный», и с этого времени хор стал называться «Обуховский народный казачий хор». Руководитель Халявин Е. М. в том-же году получает звание «Заслуженный работник культуры РСФСР».
В последние десять лет хор принимал участие в фольклорных праздниках в станицах Старочеркасской и Вёшенской, в Ростове-на-Дону и Азове, а также других городах Ростовской области. Участники коллектива выезжали на гастроли в Москву, принимали участие в различных проектах как в столице, так и на ТРК Ростова и области.
В репертуаре хора песни игровые, лирические, застольные, плясовые, современные и старинные казачьи. Но есть и уникальные казачьи песни, которые другие хоровые коллективы не поют.
С 2000 года руководит хором старший урядник Всевеликого Войска Донского Григорий Половинка.

### Дом культуры
В хуторе есть Дом культуры.

## Примечание
1. ↑  Строительство Обуховского храма. Дата обращения: 15 января 2013. Архивировано 4 марта 2016 года.
2. ↑  Азовский флот и флотилии. Дата обращения: 15 января 2013. Архивировано 27 сентября 2018 года.
3. 1 2  Численность и размещение населения Ростовской области. Итоги Всероссийской переписи населения 2002 года
4. ↑  Итоги Всероссийской переписи населения 2010 года. Том 1. Численность и размещение населения Ростовской области]